# Ketupat

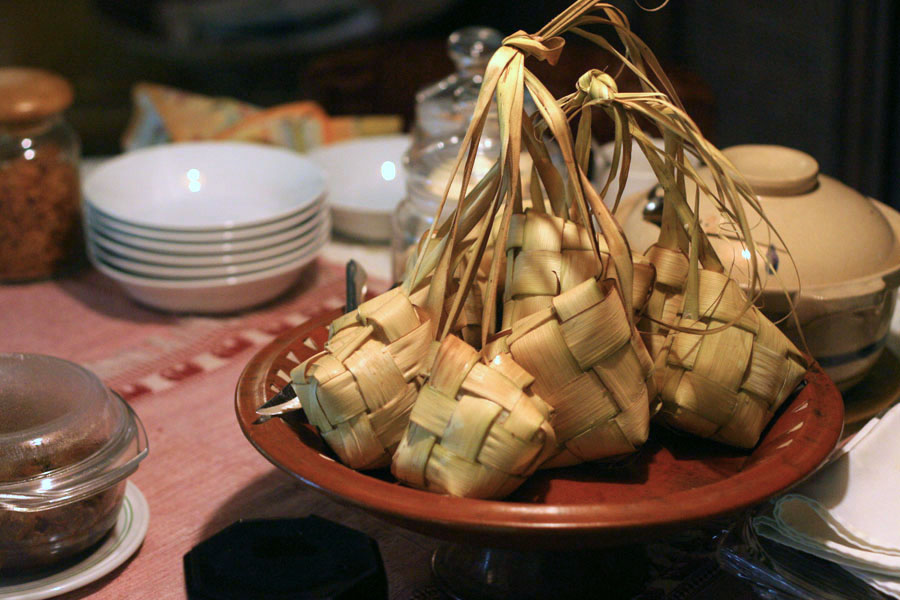
Ketupat

Ketupat ist eine knödelähnliche Reisspeise aus Südostasien. Am weitesten verbreitet ist Ketupat in Indonesien, Malaysia, Brunei und Singapur. Auf den Philippinen ist eine ähnliche Speise unter den Namen Puso (Cebuano) und Bugnoy (Hiligaynon) bekannt. Serviert wird es vor allem zu Festen, wie dem Fastenbrechen nach dem islamischen Fastenmonat Ramadan (dort bekannt unter Hari Raya Aidilfitri).
In eine geflochtene Tasche aus Palmenblättern wird hineingefüllter Reis gekocht, der sich dabei so ausdehnt, dass er die Tasche füllt und verklumpt. Man serviert Ketupat in dieser Form meistens zusammen mit Opor Ayam (Hühnerfleisch in Kokosnusssuppe) oder Satay (Fleischspieße).